# 李自成攻开封之战
开封之战是明朝崇祯十四年（1641年）二月至十五年（1642年）九月，李自成率农民军，向开封（今河南開封市）发动的三次攻城戰。

## 背景
崇禎十四年正月二十日（1641年1月）攻克洛陽，殺萬曆皇帝的儿子福王朱常洵，從後園弄出幾頭鹿，與福王的肉一起共煮，名為“福祿宴”，與將士們共享，“发藩邸及巨室米数万石、金钱数十万赈饥民”。稱“奉天倡義文武大元帥”。

## 一围开封
崇祯十四年二月初，李自成趁明军惊魂未定之时，长途奔袭，意图攻下河南省城开封。受封于开封的周王朱恭枵以王府存银鼓励军队守城、杀農民軍，并号召附近军队支援。开封守将高名衡、陈永福、王燮、黄澍等人竭力抵抗，农民军受到重创，李自成被箭射伤左目。二月十九日撤兵。

## 二围开封
是年十二月二十三日，农民军第二次围攻开封，再次遇到了顽强抵抗，开封的“巨商巨族，各送饼千百不等”。次年正月十五日，李自成再次撤军。這一年半之內李自成圍困省城開封，毫無所得。

## 三围开封
崇祯十五年（1642）四月李自成第三次包圍开封，使得開封形成了一座孤城，粮饷日匮，城内饿死大半，“白骨山积，断发满地，路绝行人”。明廷令明廷命兵部侍郎侯恂与总督孙传庭率军渡黄河，援开封，被击败。再令督师丁启睿、保定总督杨文岳及总兵左良玉各部率兵火速往援，会师朱仙镇（今开封西南），欲解开封之围。李自成将主力移至朱仙镇西南，大败明軍援兵，再回防围困开封。时值暮秋，“水势暴涨，加以淫雨”，九月十五日黄河决口，十六日洪水首先冲开曹门，然后四门皆被冲开，“西南贼俱远遁，东北贼溺死无数”，城中平民遇难者甚众。開封城被淹沒後，朱恭枵、高名衡遇救得出。因开封城被水淹破坏，农民军没有驻守而撤走，李自成移师河南西部。